# Gymnothorax pseudothyrsoideus
Gymnothorax pseudothyrsoideus es una especie de pez de la familia de los morénidas en el orden de los Anguilliformes.

## Morfología
Los machos pueden llegar a alcanzar los 80 cm de longitud total.

## Distribución geográfica
Se encuentra desde Omán e India hasta el oeste del Pacífico.